# Eberhard Irlinger
Eberhard Irlinger (* 28. Juli 1945 in Regensburg) ist ein deutscher Politiker (SPD) und war von 2002 bis 2014 Landrat des Landkreises Erlangen-Höchstadt.

## Leben
Irlinger studierte in München Lehramt für Volksschulen. Ab 1967 war er als Lehrer an verschiedenen Schulen tätig, zuletzt in Höchstadt an der Aisch. Den Beruf übte er bis zu seiner Wahl in den Bayerischen Landtag 1990 aus. Eberhard Irlinger lebt in Hemhofen. Er ist verheiratet und hat drei Kinder. 2001 wurde ihm der Bayerische Verdienstorden verliehen. 2016 erhielt er das Bundesverdienstkreuz.

## Politik
Eberhard Irlinger wurde 1973 zum Vorsitzenden des SPD-Kreisverbandes Erlangen-Höchstadt gewählt. Dieses Amt hatte er bis 2003 inne. 1978 zog er in den Stadtrat von Höchstadt an der Aisch (bis 1988) und in den Kreistag des Landkreises Erlangen-Höchstadt ein. 1990 wurde er für den Wahlkreis Mittelfranken Mitglied des Bayerischen Landtages. Dort war er insbesondere in der Kinder- und in der Bildungspolitik tätig.
Nach mehreren vergeblichen Kandidaturen wurde Eberhard Irlinger am 3. März 2002 im zweiten Wahlgang zum Landrat des Landkreises Erlangen-Höchstadt gewählt. Mit dem Amtsantritt am 1. Mai legte er sein Mandat im bayerischen Landtag und im Kreistag nieder. Am 2. März 2008 wurde Eberhard Irlinger im ersten Wahlgang mit 56 Prozent der Stimmen im Amt bestätigt.
Ende Juli 2010 trat Irlinger aus der SPD-Kreistagsfraktion aus. 2014 kündigte er dann seine Mitgliedschaft bei der SPD.
Im November 2016 erhielt Irlinger das Bundesverdienstkreuz am Bande vom bayerischen Innenminister Joachim Herrmann.

## „Sektenkinder von Lonnerstadt“
Im Oktober 2012 geriet Irlinger als Landrat aufgrund einer WDR-Dokumentation von Beate Greindl über Sektenkinder in Lonnerstadt in die Kritik. Irlinger wurde vorgeworfen, dass das Jugendamt unter seiner Aufsicht zu wenig für Kinder getan hatte, deren Eltern unter den Einfluss eines „Gurus“ geraten waren. In einem früheren Fall war ein Kind fast verhungert, weil das Jugendamt unter Irlinger ebenfalls nicht eingegriffen hatte. Auf einer Pressekonferenz am 31. Oktober 2012 versuchte Irlinger sein (Nicht-)Handeln zu rechtfertigen. Doch riss die Kritik nicht ab. Es gründete sich eine Bürgerinitiative „Rettet die Sektenkinder“, die Mahnwachen veranstaltete. Schließlich widersprach das Erlanger Familiengericht mit seinem Urteil vom 5. Juli 2013 Irlingers Einschätzung, indem es den Eltern das Sorgerecht in weiten Teilen entzog und die Kinder aus der Familie herausnahm. Die „Süddeutsche Zeitung“ kommentierte daraufhin: „Und richtig schlimm ist nun ein Landrat, der nach einer solchen Ohrfeige durch ein Gericht eine Diskussion über die Arbeit des Amtes nicht notwendig findet.“